# Gardendale (Texas)
Gardendale è un census-designated place degli Stati Uniti d'America, situato nella contea di Ector dello Stato del Texas.
Fa parte dell'area metropolitana di Odessa. La popolazione era di 1.574 persone al censimento del 2010.

## Geografia fisica
Gardendale è situata a 32°01′21″N 102°22′42″W (32.022499, -102.378336).
Secondo lo United States Census Bureau, ha un'area totale di 11,4 miglia quadrate (30 km²).

## Società

### Evoluzione demografica
Secondo il censimento del 2000, c'erano 1.197 persone, 463 nuclei familiari e 356 famiglie residenti nella città. La densità di popolazione era di 104,9 persone per miglio quadrato (40,5/km²). C'erano 519 unità abitative a una densità media di 45,5 per miglio quadrato (17,6/km²). La composizione etnica della città era formata dal 90,64% di bianchi, lo 0,50% di afroamericani, lo 0,67% di nativi americani, lo 0,25% di asiatici, il 6,68% di altre razze, e l'1,25% di due o più etnie. Ispanici o latinos di qualunque razza erano il 14,04% della popolazione.
C'erano 463 nuclei familiari di cui il 34,1% aveva figli di età inferiore ai 18 anni, il 67,6% erano coppie sposate conviventi, il 5,6% aveva un capofamiglia femmina senza marito, e il 22,9% erano non-famiglie. Il 20,1% di tutti i nuclei familiari erano individuali e il 7,6% aveva componenti con un'età di 65 anni o più che vivevano da soli. Il numero di componenti medio di un nucleo familiare era di 2,59 e quello di una famiglia era di 2,98.
La popolazione era composta dal 24,8% di persone sotto i 18 anni, l'8,6% di persone dai 18 ai 24 anni, il 28,1% di persone dai 25 ai 44 anni, il 26,9% di persone dai 45 ai 64 anni, e l'11,6% di persone di 65 anni o più. L'età media era di 39 anni. Per ogni 100 femmine c'erano 106,0 maschi. Per ogni 100 femmine dai 18 anni in giù, c'erano 107,4 maschi.
Il reddito medio di un nucleo familiare era di 50.069 dollari, e quello di una famiglia era di 60.625 dollari. I maschi avevano un reddito medio di 32.917 dollari contro i 25.758 dollari delle femmine. Il reddito pro capite era di 18.592 dollari. Nessuna delle famiglie e il 3,2% della popolazione vivevano sotto la soglia di povertà, incluso il 4,4% di persone sopra i 64 anni.